# Нінет Таєб
Нінет Таєб (івр. נינט טייב; нар. 21 жовтня 1983, Кір'ят-Гат) — ізраїльська співачка, авторка пісень, акторка та модель. 
Її кар'єра почалася після перемоги в 1-му сезоні 28 серпня 2003 року ізраїльського телевізійного шоу «Кохав Нолад» («Народилася зірка»).

## Біографія
Народилася і виросла в Кір'яті-Гаті, Ізраїль, в єврейській сім'ї. Її батько Йосеф Таєб народився в Тунісі, мати Марселле (до шлюбу Малка) народилася в Марокко. Батько й мати окремо іммігрували до Ізраїлю. Вона є третьою з п'яти братів і сестер.

## Альбоми
- Боса (2006) (Barefoot)

## Фільмографія
- Стіни (2009)